# Bōsōzoku

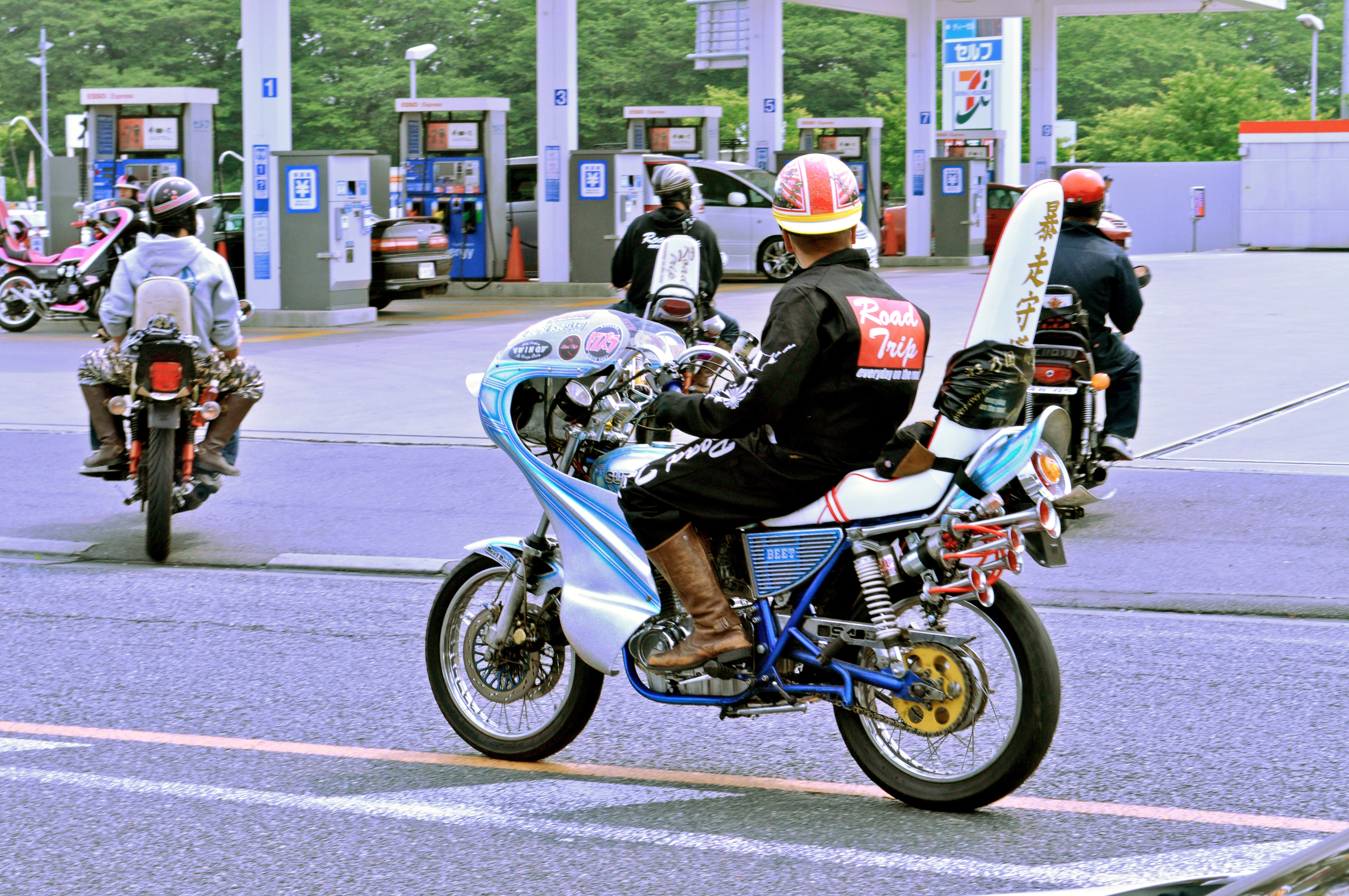
Un grup de bōsōzoku (2013)

Bosozoku (暴走族, literalment "córrer-fora-de-control (com un vehicle) tribu") és una subcultura de la joventut japonesa associada amb motocicletes personalitzades. La primera aparició d'aquest tipus de grups de motoristes va ser als anys cinquanta. La popularitat va augmentar al llarg dels anys vuitanta i noranta, arribant a un màxim estimat de 42.510 membres el 1982. El seu nombre va baixar dràsticament a la dècada de 2000, amb un nombre reportat de menys de 7.297 membres el 2012.
L’estil de Bōsōzoku implica tradicionalment vestits de granota similars als dels treballadors de fàbriques o jaquetes militars de cuir amb pantalons amples i botes altes. Aquest uniforme es va conèixer amb el nom de tokkō-fuku (特 攻 "," roba d'atac especial") i sovint està adornat amb consignes kanji. Els accessoris típics d'aquest uniforme són el hachimaki, les màscares quirúrgiques i els pegats que mostren la bandera imperial japonesa. Els membres de Bōsōzoku són coneguts per haver agafat una moto de carretera japonesa i afegir modificacions com carenats de grans dimensions, manillars elevats desplaçats cap a l'interior, respatllers de seient grans, pintures extravagants i silenciadors modificats. Els estils de Bōsōzoku s'inspiren en els Choppers i Greasers americans.

## Trets i història
La paraula bōsōzoku també s'aplica a la subcultura de motocicletes amb interès a personalitzar les motocicletes, sovint il·legals, i fer soroll traient els silenciadors dels seus vehicles perquè es produeixi més soroll. Aquests grups de bōsōzoku de vegades circulen sense cascs de motos (il·legal al Japó), també participen en conduccions perilloses o temeràries, com ara saltar-se els semàfors amb les llums vermelles. Una altra activitat és l'excés de velocitat als carrers de la ciutat, no per a carreres urbanes, sinó més per les emocions. Amb moltes motos involucrades, la principal és conduïda pel líder, que és el responsable de l'esdeveniment i no se li permet superar. La policia japonesa els anomena Maru-Sō (codi policial ル 走 o 丸 走) i, de tant en tant, envia vehicles policials per rastrejar els grups de motos amb la finalitat de prevenir possibles incidents, que poden incloure: circular molt lentament pels suburbis a una velocitat de 10 a 15  km / h, creant una forta pertorbació mentre agitava banderes imperials japoneses i inicien baralles que poden incloure armes (com ara espases de fusta, canonades de metall, bats de beisbol i còctels Molotov). Els membres de les bōsōzoku solen tenir entre 16 i 19 anys.
Es van veure per primera vegada a la dècada de 1950 a mesura que la indústria automobilística japonesa es va anant expandint ràpidament. Els precursors del bōsōzoku eren coneguts com a kaminari zoku (雷族, "Thunder Tribe") motociclistes urbans més semblants als rockers britànics. Molts, per no dir la majoria, els membres del bōsōzoku provenien d'una classe socioeconòmica inferior i poden haver utilitzat les activitats de les bandes de motocicletes com una manera d'expressar la seva insatisfacció i descontentament amb la societat dominant japonesa.
Als anys vuitanta i noranta, el bōsōzoku s'embarcava sovint en passejades massives, en les quals fins a 100 motoristes conduïen junts lentament en massa per una autopista o carretera principal. Els motoristes ignorarien els intents de la policia de detenir-los. La nit de Cap d'Any era una ocasió popular per a les trobades massives. De vegades, els motoristes destrossaven els cotxes i amenaçaven o apallissaven qualsevol motorista o transeünt que s'interposés o expressés la seva desaprovació del comportament dels motociclistes. La participació en els grups va arribar al màxim a 42.510 membres el 1982.
L'any 2004, el govern japonès va aprovar una llei de trànsit que va donar a la policia més poder per detenir els motoristes que anaven de manera temerària en grups. Amb l'augment de les detencions i processos, la participació del bōsōzoku va caure. A partir del 2010, la policia va informar que la nova tendència entre els bōsōzoku era anar junts en grups molt més reduïts i anar amb Escúter en lloc de motocicletes molt modificades. Es va informar que la prefectura d'Aichi tenia el nombre més alt de pilots, seguida de Tòquio, Osaka, Ibaraki i Fukuoka.
El febrer de l'any 2011, la Policia Nacional Japonesa va anunciar que la pertinença a les bandes havia baixat a 9.064, el nombre més baix des que es va iniciar la recopilació de dades sobre les bandes el 1975. La policia va xifrar el nombre total de bandes a tot el país en 507, un 76 menys que el 2009. El seu nombre a la zona de Tòquio havia caigut de 5.300 el 1980 a 119 el 2012. El 2013, l' Agència Nacional de Policia va classificar les bandes de motoristes bōsōzoku com a organitzacions de "pseudo-yakuza".

## Vehicles

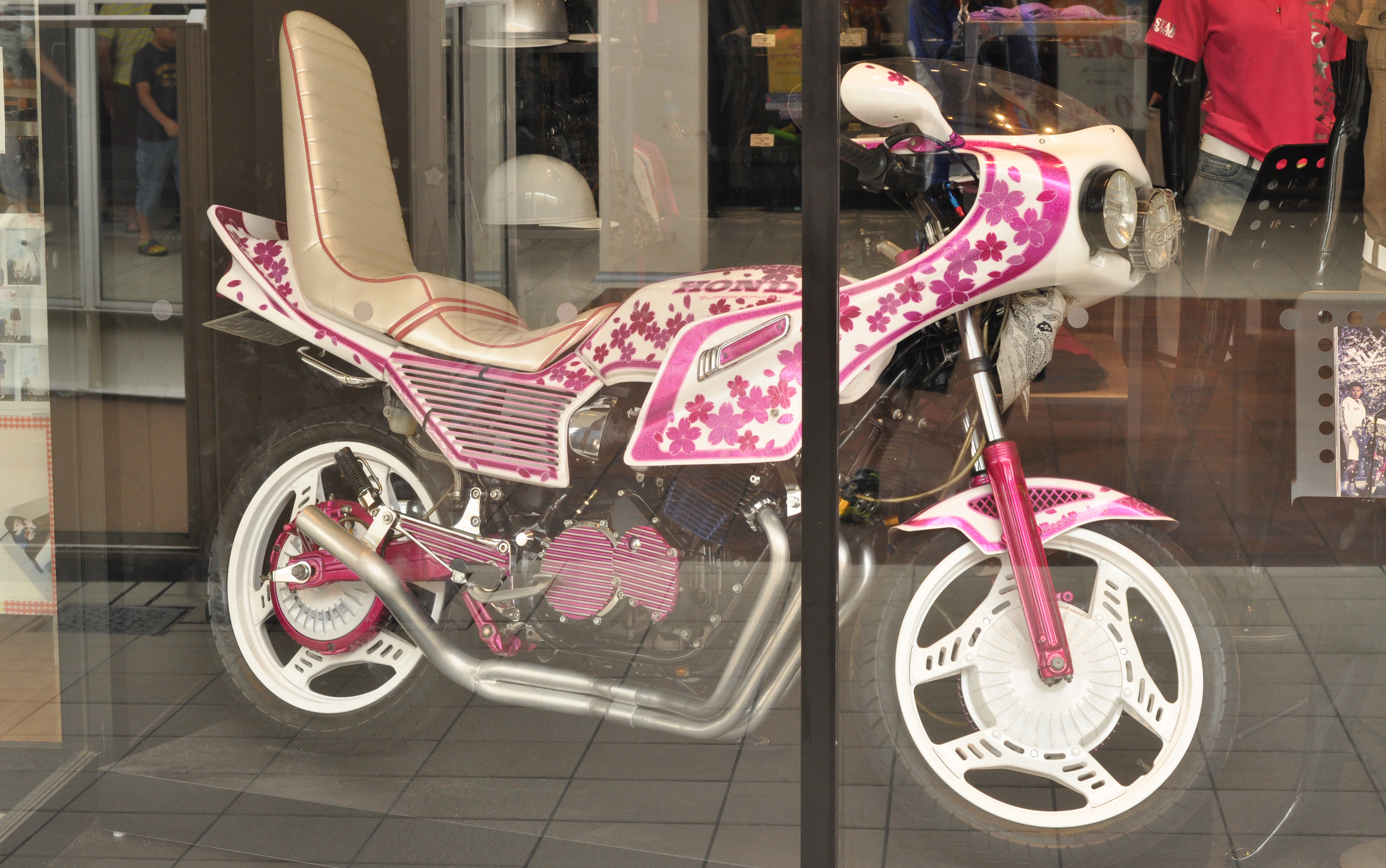
Motocicleta personalitzada a l'estil Bōsōzoku

Es coneixen els Bōsōzoku per modificar les seves motocicletes de maneres peculiars i vistoses, que s'anomenen Kaizōsha (改造 車, "vehicles modificats"). L'estil general de modificació de la bōsōzoku sembla combinar elements d'una moto Chopper americana i el cafè racer britànic. Alguns exemples de modificacions que es prenen d'aquests estils són les barres de manillar aixecades com les que es troben en un helicòpter o els carenats de grans dimensions com les que es troben als cafè racers (tot i que els bōsōzoku solen ajustar-los molt més amunt a la motocicleta que la seva posició original i inclinats cap amunt a la frontal).
Un típica motocicleta bōsōzoku personalitzada comença prenent una mitjana de 250-400 cc, afegint un sistema d'escapament shugo (capçalera de tub múltiple), estrenyent els manillars (coneguts com a shibori), i afegint un sanren de trompa de 3 o 4 ampolles, respectivament. Els esquemes de pintura a sobre dels parafangs o els tancs de gas amb motius com flames o dissenys de "sol naixent" a l'estil kamikaze també són bastant comuns. Les bicicletes sovint s'adornen amb adhesius i/o banderes que representen el símbol o logotip de la banda.
També hi ha diferències regionals marcades en les modificacions de les motocicletes. Per exemple, se sap que Ibaraki bōsōzoku modifica les seves motocicletes d'una manera molt colorida i cridanera. Sovint tindran tres o quatre carenats de grans dimensions de manera similar a una torre i una gran quantitat de llums.
Dins Amèrica és comú de sentir Kaido Racers referit a tan "Bosozoku", encara que això no és el cas. Sovint poden semblar similars i pot ser vist en les autopistes juntes a dins al Japó, encara que són dues coses diferents. Silueta més "extrema estil" Kaido Racers sovint agafen inspiració de les curses de cotxes dels anys vuitanta. Afegeixen amples bodykits i ales enormes, assemblant-se al Grup 5 "Producció Especial de Cotxes" del 1970.